# ایوان بلوشویچ
ایوان بلوشویچ (کرواتی: Ivan Belošević؛ ۱۲ سپتامبر ۱۹۰۹ – ۷ اکتبر ۱۹۸۷) بازیکن فوتبال اهل یوگسلاوی بود.
از باشگاه‌هایی که در آن بازی کرده‌است می‌توان به باشگاه فوتبال گراجانسکی زاگرب و باشگاه فوتبال کنکوردیا اشاره کرد.
وی همچنین در تیم‌های ملی فوتبال یوگسلاوی و کرواسی بازی کرده‌است.